# 못골역
못골(남구청)역(Motgol(Nam-gu Office)Station, 池谷(南區廳)驛)은 부산광역시 남구 대연동에 있는 부산 도시철도 2호선 지하철역이다. 역 인근에 남구청이 있다.

## 역명 유래
부산 남구 대연동에 있던 옛 지명인 못골 마을에서 유래되었는데, 황령산의 주봉인 관창봉 골짜기에 자연적으로 형성된 큰 못, 작은 못이 있었다고 하여 붙여졌다.

## 역사
- 2001년 8월 8일 : 부산 도시철도 2호선 개통과 함께 영업 개시

## 역 구조
2면 2선 상대식 승강장이 있는 지하역이다. 스크린도어가 설치되어 있다.
대합실을 통과해, 반대편 승강장으로 이동이 가능하다.

### 승강장
| 대연 ↑   |
| \| 상    |
| ↓ 지게골 |

| 상행 | ● 부산 도시철도 2호선 | 대연,수영, 해운대, 장산 방면 |
| 하행 | ● 부산 도시철도 2호선 | 서면·사상·덕천·양산 방면     |

## 역 주변
- 부산광역시 남구청
- 대연6동 행정복지센터
- 남구보건소
- 남구 치매 안심센터
- 남부교육지원청
- 롯대케슬 레전드
- 캐슬 아이파크(예정)
- 인창요양병원
- 대연장례식장(인창병원)
- 성소병원
- 윌리스병원
- 남구 드림스타트
- 연포초등학교
- 대연중학교
- 해연중학교
- 중앙고등학교
- 세무고등학교
- 부산공업고등학교
- 부산구화학교
- 대연성결교회
- 아주문구
- 못골시장

## 승차량 변동
| 역 노선 | 승차 인원 | 승차 인원 | 승차 인원 | 승차 인원 | 승차 인원 | 승차 인원 | 승차 인원 | 승차 인원 | 승차 인원 | 승차 인원 | 승차 인원 | 승차 인원 | 승차 인원 | 승차 인원 | 주 석 |
| 역 노선 | 2002년    | 2003년    | 2004년    | 2005년    | 2006년    | 2007년    | 2008년    | 2009년    | 2010년    | 2011년    | 2012년    | 2013년    | 2014년    | 2015년    | 주 석 |
| ------- | --------- | --------- | --------- | --------- | --------- | --------- | --------- | --------- | --------- | --------- | --------- | --------- | --------- | --------- | ----- |
| 2호선   | 4691      | 5115      | 4928      | 4740      | 4410      | 4176      | 4592      | 4620      | 4685      | 4792      | 4735      | 4835      | 4622      | 4512      | [ 1 ] |

## 인접한 역
| 부산 도시철도 2호선 | 부산 도시철도 2호선   | 부산 도시철도 2호선  |
| ------------------- | --------------------- | -------------------- |
| 213 대연 장산 방면  | ● 부산 도시철도 2호선 | 215 지게골 양산 방면 |

## 사진

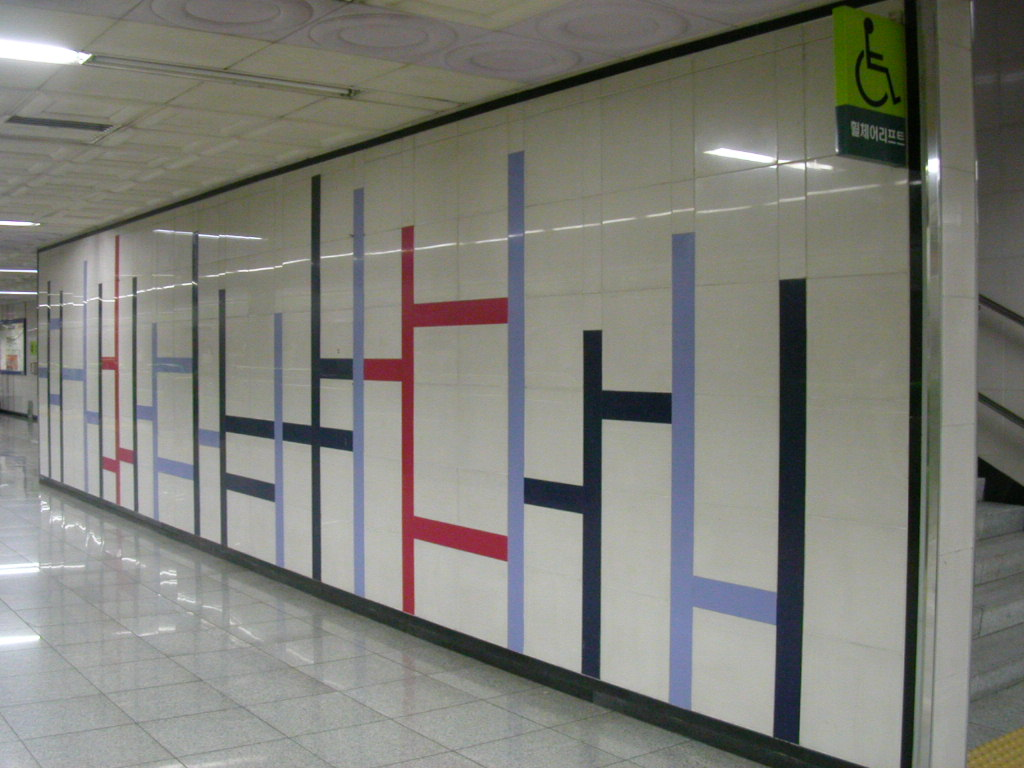
벽화 1
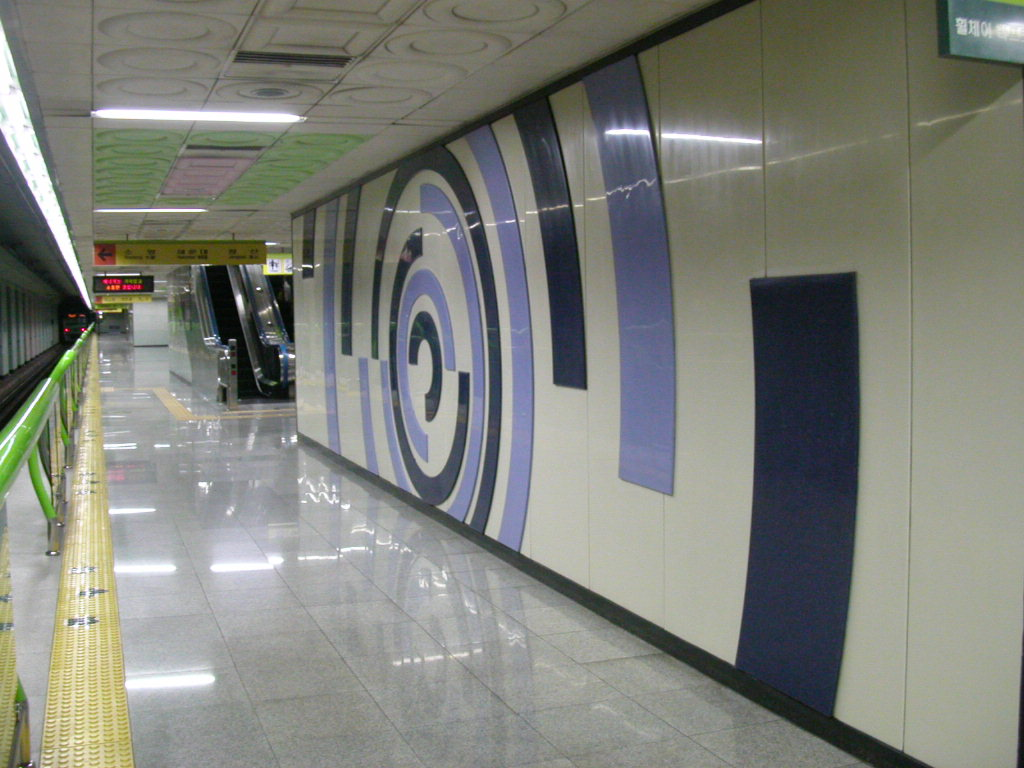
벽화 2